# Mor Braz
Mor Braz este o arie protejată (arie de protecție specială avifaunistică — SPA) din Franța întinsă pe o suprafață de 40.276 ha, integral marine.

## Localizare
Centrul sitului Mor Braz este situat la coordonatele 47°22′05″N 2°36′20″W / 47.36806°N 2.60556°V.

## Înființare
Situl Mor Braz a fost declarat arie de protecție specială avifaunistică în baza directivei 79/409 din 1979 referitoare la conservarea păsărilor sălbatice pentru a proteja 41 de specii de animale.

## Biodiversitate
Situată în ecoregiunea atlantică, aria protejată nu include niciun habitat protejat.
La baza desemnării sitului se află mai multe specii protejate de  păsări (41): alca (Alca torda), Branta bernicla, Calonectris diomedea, Catharacta skua, chirighiță neagră (Chlidonias niger), Clangula hyemalis, Fulmarus glacialis, cufundar polar (Gavia arctica), cufundar mare (Gavia immer), cufundar mic (Gavia stellata), Hydrobates pelagicus, Larus argentatus, pescăruș sur (Larus canus), pescăruș negricios (Larus fuscus), Larus marinus, pescăruș-cu-cap-negru (Larus melanocephalus), Larus michahellis, pescăruș mic (Larus minutus), pescăruș râzător (Larus ridibundus), Larus sabini, rață neagră (Melanitta nigra), Mergus serrator, sula bassana (Morus bassanus), Oceanodroma leucorhoa, Phalacrocorax aristotelis, cormoran mare (Phalacrocorax carbo), notatiță cu cioc lat (Phalaropus fulicarius), corcodel mare (Podiceps cristatus), corcodel-cu-gât-negru (Podiceps nigricollis), Puffinus griseus, Puffinus puffinus, Puffinus puffinus mauretanicus, Rissa tridactyla, lup de mare mic (Stercorarius parasiticus), Stercorarius pomarinus, chiră mică (Sterna albifrons), chiră de baltă (Sterna hirundo), Sterna paradisaea, chiră de mare (Sterna sandvicensis), călifar alb (Tadorna tadorna), Uria aalge